# Communautaire alarmbelprocedure
De communautaire alarmbelprocedure is een middel in het Belgisch staatsrecht om het wetgevingsproces te onderbreken wanneer een voorstel dat op het punt staat te worden goedgekeurd de communautaire betrekkingen ernstig dreigt te schaden. De in de minderheid gestelde taalgroep kan de regering dan dwingen zich over de kwestie uit te spreken alvorens de zaak verder in het parlement wordt behandeld. In de praktijk komt dit in de buurt van een veto omdat de paritair samengestelde regering wellicht politiek in de problemen komt. 

## In het federaal parlement
De alarmbelprocedure in het Belgisch parlement is in 1970 ingevoerd bij de wijziging van de Belgische Grondwet in het kader van de eerste staatshervorming. Ze is bedoeld om te beletten dat één taalgroep, Franstaligen of Vlamingen, eenzijdig een voorstel of ontwerp van wet zou doordrukken. De taalgroep die zich benadeeld voelt kan door middel van de alarmbelprocedure de wetgevingsprocedure opschorten.
De procedure wordt ingesteld na de indiening van het verslag over het wetsontwerp of wetsvoorstel en voor de eindstemming in de plenaire vergadering van de betrokken Kamer. En dit door een met redenen omklede motie, ondertekend door minstens 3/4 van de leden van een taalgroep, waarin wordt verklaard dat de bepalingen van het aangewezen wetsontwerp of wetsvoorstel de betrekkingen tussen de gemeenschappen in het gedrang kunnen brengen.
De alarmbelprocedure kan niet gebruikt worden voor een begrotingswet of voor bijzondere wetten.
Wanneer de alarmbelprocedure wordt ingezet, wordt de gewone parlementaire behandeling van het wetsontwerp of wetsvoorstel opgeschort (pauzering). Vervolgens wordt de motie doorverwezen naar de Ministerraad (waarin beide taalgroepen gelijk zijn vertegenwoordigd). Binnen een termijn van 30 dagen moet de Ministerraad een gemotiveerd advies geven en de betrokken kamer uitnodigen zich over het advies uit te spreken. Dit advies kan bestaan uit een amendering van het voorstel, een ander wetsontwerp, enzovoort. Indien de Ministerraad verzuimt advies te verstrekken, dan herneemt de gewone parlementaire procedure haar verloop na een termijn van 30 dagen. De alarmbelprocedure kan maar eenmaal worden toegepast door de leden van een taalgroep op eenzelfde wetsontwerp of wetsvoorstel.
De alarmbelprocedure is tot nu toe slechts tweemaal toegepast, namelijk bij de integratie van de Economische Hogeschool Limburg in het Limburgs Universitair Centrum in 1985 (maar dit was slechts een onrechtstreeks communautair geladen dossier en van ondergeschikt belang) en ook in april 2010 bij de stemming van de splitsing van het kiesarrondissement Brussel-Halle-Vilvoorde. Er moet echter opgemerkt worden dat in beide gevallen de alarmbelprocedure niet volledig werd doorlopen.
In 1997 is er in het federale parlement en de senaat mee gedreigd toen het Vlaams Parlement het Decreet-Suykerbuyk, over de schadeloosstelling van de slachtoffers van de repressie en epuratie, aangenomen had. Uiteindelijk werd het decreet door het Arbitragehof vernietigd.

## In het Brussels parlement
Bij de oprichting van het Brussels Hoofdstedelijk Gewest in 1989 is naar analogie met de federale regeling een communautaire alarmbelprocedure opgenomen in artikel 31 van de Bijzondere Brusselwet. De procedure wordt eveneens in gang gezet door een motie aangenomen door drie vierde van een taalgroep in het Brussels parlement. In dat geval moet de Brusselse regering, die paritair is samengesteld, zich uitspreken over de kwestie. 

## Andere alarmbelprocedures
De communautaire alarmbelprocedure mag niet worden verward met de ideologische alarmbel of met de alarmbelprocedure in het vennootschapsrecht.